# Jeriko
Jeriko es una banda argentina de Heavy metal y Power metal formada en 1992.

## Historia

### Comienzos
Los orígenes de Jerikó datan de octubre de 1992. Luego de la separación de Heinkel y Retrosatan, Javier Cuevas (guitarra), Walter Meza (voz), y Diego Blanco (batería) provenientes de Heinkel, y Claudio Duliba (guitarra) y Marcelo Bracalente (bajo) ambos de Retrosatan, se unen para darle forma al proyecto Jerikó. En el verano de 1993 graban su primera producción independiente llamada Bajo mi ley. Los cuatro temas que conformaban la edición fueron grabados en el Matadero Rec. y eran los siguientes: Bajo mi ley, Aunque sangres(ambos incluidos en el primer álbum de Jerikó, Tierra violada), Buitres y Vivirás el sueño(estos dos formarán parte del segundo álbum de la banda, llamado Tensiones).
Con el tema 'Vivirás el sueño', Jerikó se presenta en el concurso Yamaha Music Quest llegando a la final del mismo realizado en la Federación Argentina de Box y presentándose en importantes programas de televisión. Durante los siguientes dos años, Jerikó hace giras por todo el país ya sea compartiendo escenario con bandas colegas o como telonero de los más prestigiosos grupos locales como Hermética, Lethal, Logos, Rata Blanca, etc. Para entonces la formación de Jerikó seguía siendo la misma de sus comienzos.
En 1995, dentro del marco de la presentación como teloneros de la banda brasilera Angra, Jerikó edita En vivo, la segunda producción independiente. Formada por cuatro temas, tres en vivo y uno grabado en los estudios del Oeste propiedad de Claudio Strunz, viejo amigo de la banda y futuro productor de los dos primeros CD de Jerikó. Los temas de En vivo eran: Desvanecidos, mas el set en vivo conformado por El final, Bajo mi ley y Tierra violada, todos incluidos en su momento en el CD Tierra violada. En vivo ya presentaba una nueva formación, a saber: Juan Soto (voz), Claudio Duliba (guitarra), Javier Cuevas (guitarra), Marcelo Bracalente (bajo) y Marcelo Bertolocci (batería).

### Tierra violada
En 1997 luego de le presentación como teloneros de Malón en el microestadio de Ferrocarril Oeste, y bajo la producción de ' Pato' Strunz, Jerikó lanza su primer CD llamado Tierra violada, grabado en los estudios del Oeste bajo la operación técnica de Ariel Malicia. Para el disco hubo un nuevo cambio en la formación, ya que la batería fue grabada por Gustavo Cutri siendo a su vez reemplazado posteriormente por Jorge Perini.
El álbum Tierra violada fue presentado por todo el país en reiteradas giras por Corrientes, Misiones, Santa Fe, Córdoba y la Costa Atlántica (en esta última como teloneros de Malón), y también como actos soporte del virtuoso guitarrista sueco Yngwie Malmsteen. 
Un año más tarde, en 1998 Jerikó también realiza su primera actuación fuera del país, exactamente en la ciudad de Encarnación, el día 7 de junio de 1998 Paraguay, recibiendo una total aprobación del público de ese país.un día antes tocan en el teatro EL DESVAN de Posadas Misiones Argentina 
, Jerikó se presenta por segunda vez consecutiva como acto central en el Tributo a la bestia realizado en Cemento con una gran asistencia de público tanto en el primer show tributo en 1997 como en el segundo del 98. Al mismo tiempo forma parte del compilado Las mejores voces del metal.

### Tensiones
Ya en 1999 se edita su segundo trabajo discográfico, Tensiones, también grabado en los estudios Del Oeste, en esta ocasión con la operación técnica de Murray. Tensiones, tal como sucediera con su antecesor, es presentado por todo el país, y a su vez es distribuido junto a Tierra violada por otros lugares del mundo como Alemania y Japón. El álbum incluía no solo la versión del tema Resistiré, clásico de Barón Rojo y del heavy metal en español, sino que acompañaba la edición un video track interactivo del tema Reventado, todo dentro de un exquisito box negro impecablemente lacrado con un sello del logo de Jerikó.
Tras la edición de Tensiones, la audiencia de la banda crece en un alto porcentaje haciendo de la presentación oficial de Tensiones en Acatraz (una discoteca). Pero es a principios de 2001 cuando la elección como banda de Paul Di'Anno, vocalista original del legendario bastión del heavy metal británico Iron Maiden, hace que Jerikó se encuentre en boca de todo el medio especializado tanto del público como de la prensa.
En marzo de 2001 se realizan los tan esperados shows luego de un extenso trabajo de ensayos. Los dos primeros shows en el local de Cemento, y el tercero en la ciudad de Córdoba capital, recibieron la total aprobación del público y una excelentísima crítica de la prensa. Pero aún no termina el trabajo junto a Paul Di'Anno ya que en base al fantástico precedente de los ensayos y los shows de marzo, el cantante quedó por demás conforme con el trabajo y los resultados obtenidos, surgiendo de ello el proyecto que involucra a todos los músicos de dejar registradas en un CD a las nuevas canciones, y en este momento Jerikó continúa trabajando en los temas que serán de la partida, teniendo el aval de Paul en al menos 10 canciones que él mismo escuchó y aceptó para incluir en el disco.
Luego de eso, la banda continúa presentándose con Christian Bertoncelli (Imperio, Renacer) en calidad de cantante invitado. En junio de 2001 se presenta por primera vez en la ciudad de Montevideo junto a la banda local Sigma-Sentinel.
En agosto se realizan los relanzamientos de los dos trabajos de Jerikó en CD, a la vez que se incorporan dos nuevos miembros a sus filas: Germán Rodríguez,  en la batería, y Daniel Medina como vocalista. La banda graba. Agord la bruja para el CD tributo a Rata Blanca, y hace una nueva presentación del 5 de octubre en Acatraz. La nueva formación comienza los trabajos de composición para su nuevo disco.

### En La Sangre yJeriko
En el 2004 Jerikó editó su tercer disco de estudio, llamado En La Sangre, con la participación en la voz de Iván Sención (ex - Humanimal, Hipnosis, Arkanus, actual Watchmen y Blackbeer). También vio la luz el álbum Jeriko, un rescate de material inédito conformado por demos grabados con la voz de cantante de Horcas, Walter Meza, en los comienzos de la banda. Durante el 2004, Jerikó también volvió a girar por Sudamérica y Argentina junto a Paul Di'Anno.
En el 2005 Jerikó se firma con el sello Blackstar C. P., para la edición del primer disco en vivo del grupo a fines de año, y un nuevo disco de estudio para el 2006. También, la banda continúa registrando lo que será su primer disco junto a Paul Di'Anno.

### Instinto y En Origen
Jeriko comienza una nueva etapa, editando en 2007 Instinto, su quinto álbum de estudio, cuyo lanzamiento los lleva a tocar en toda la República Argentina. En 2008 registran el festejo de sus 15 años como banda que fue llevado a cabo en Super Rock ante más de 500 personas. Este material fue editado a través de Hurlingmetal como su primer DVD en vivo, que se presentó en 2009 ante un público numeroso, teniendo también importantes presentaciones junto a Tim Ripper Owens (Judas Priest) y finalizando el año con un show en Asbury Rock.
Jeriko se encuentra tocando en 2010 por toda la República Argentina y componiendo en vista a lo que será su nuevo álbum de estudio en etapa de preproducción.
En el 2011 al poco tiempo de presentar su nuevo disco En Origen en el teatro de flores, se va por motivos personales Germán "Manchi" Rodríguez, baterista de la banda e ingresa a la banda como nuevo baterista Maximiliano Zabala de tan solo 19 años de edad, en lo que fue 2012 presentaron el nuevo disco por varios rincones del país y actualmente siguen tocando por todos lados, con la idea de pronto festejar los 22 años de la banda con un nuevo DVD.

### Hasta el Final
Después de 10 años la banda vuelve a presentar un trabajo discográfico, lanzando así su séptimo disco de estudio, que contó con la vuelta de un histórico Germán "Manchi" Rodríguez en batería y otro histórico como Javier Cuevas en guitarras, por su parte su salida fue en 2019, pero también aportando su estudio ambulante la Piecita Records.
Este disco también significo el último del cantante Iván Sención, que después de 20 años deja la banda por motivos personales, para su reemplazo contaron con la presencia de Renzo Favaro (ex-Patan, actual Fughu) con quien se encuentran grabando algunos sencillos.

## Influencias
Según los miembros permanentes de Jerikó, las influencias del grupo incluyen a variados estilos entre ellos el blues, jazz, lo progresivo, y por supuesto el heavy metal. Pero podríamos mencionar como las influencias principales a bandas de la talla de Helloween, Iron Maiden, Black Sabbath, Judas Priest, Accept, Metallica, Megadeth, Jethro Tull, Yes y Dream Theater.

## Discografía

### EP
- Bajo Mi Ley (1994)

### Álbumes
- En vivo (1996)
- Tierra Violada (1997)
- Tensiones (1999)
- En La Sangre (2003)
- Jerikó (2004) (grabaciones rescatadas de la etapa con Walter Meza)
- Instinto (2007)
- CD Compilatorio de Covers (2009) (Incluye un tema inédito, adelanto del disco que se encuentran pre-produciendo)
- En Origen (2011)
- Hasta el Final (2021)
- Rendidos a Nadie - 30 años (2022)

### DVD
- DVD 15 Años (2008)

### Otras participaciones discográficas
- Las Mejores Voces del Metal - 1997
- La Leyenda Continúa - 2001 (disco tributo a Rata Blanca, con Agord, La Bruja)
- Muerte Al Falso Metal - 2004 (disco tributo a Manowar, con Fighting The World)
- Hangar De Almas - 2005 (disco tributo a Megadeth, con Peace Sells y Symphony of destruction)